# Tourville-la-Rivière
Tourville-la-Rivière – miejscowość i gmina we Francji, w regionie Normandia, w departamencie Sekwana Nadmorska. Przez miejscowość przepływa Sekwana. 
Według danych na rok 1990 gminę zamieszkiwało 1886 osób, a gęstość zaludnienia wynosiła 236 osób/km² (wśród 1421 gmin Górnej Normandii Tourville-la-Rivière plasuje się na 121. miejscu pod względem liczby ludności, natomiast pod względem powierzchni na miejscu 467.).